# Еталон буково-смерекового насадження (Надвірнянський район, Довбушанське лісництво)
Еталон буково-смерекового насадження — ботанічна пам'ятка природи місцевого значення. Об'єкт розташований на території Надвінянського району Івано-Франківської області, Довбушанське лісництво, квартал 23, виділ 8.
Площа — 6,5000 га, статус отриманий у 1993 році.